# Sādhanā

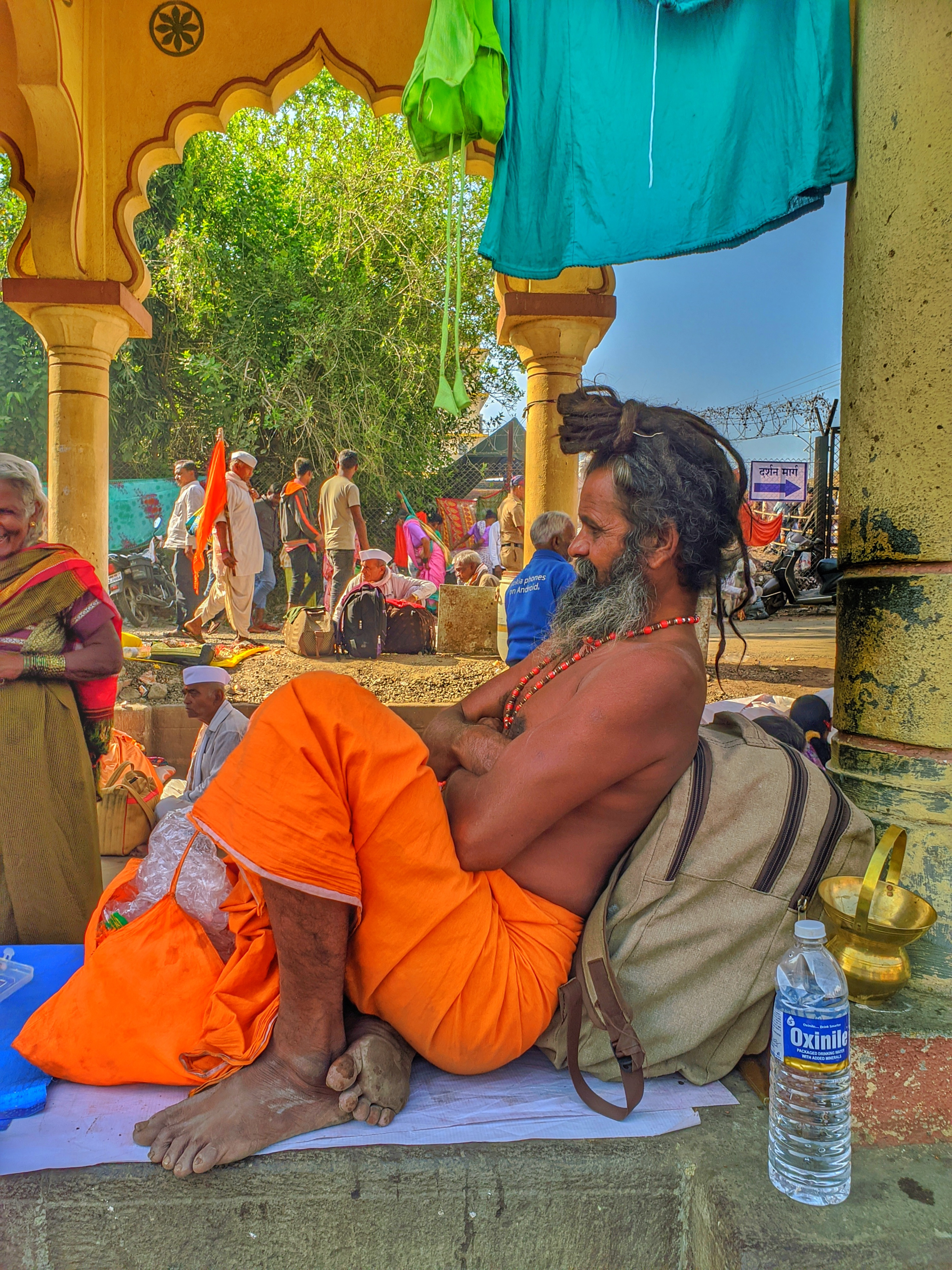
Một vị Sadhu ở Ấn Độ

Sādhanā (tiếng Phạn: साधना; tiếng Tây Tạng: སྒྲུབ་ཐབས་/druptap/tu tập; tiếng Trung Quốc: 修行/xiūxíng/Tu tính) nghĩa cơ bản là "sự kỉ luật có hệ thống để đạt được tri thức hay mục đích mong muốn", Sadhana cũng được thực hiện nhằm đạt được sự buông bỏ khỏi những sự vật của thế giới điều mà là mục đích của một Sadhu, Karma Yoga cũng được mô tả là Sadhana, Bhakti Yoga và Gnyan Yoga cũng vậy, những nỗ lực liên tục để đạt được mức độ cao nhất của sự hoàn hảo trong tất cả sự nối tiếp liên tục ngày qua ngày có thể được mô tả như Sadhana, là một thuật ngữ chung đến từ truyền thống yoga và nó ám chỉ mọi hình thức luyện tập tâm linh nhắm đến quá trình luyện tập của một Sādhaka hướng đến sự thể hiện rất cao của cuộc đời anh ta hay cô ta trong thực tế. Nó gồm sự đa dạng về các hình thức kỉ luật trong truyền thống Ấn Độ giáo, Phật giáo, đạo Jain và Sikh theo đuổi để đạt được nhiều mục tiêu nghi lễ và tâm linh khác nhau.  Sādhanā cũng được ám chỉ là một hình thức cầu nguyện Mật thừa (Tantra) hay hướng dẫn cầu nguyện, đó là, những hướng dẫn thực hiện một phương pháp luyện tập nhất định. Một bậc thầy tâm linh và yogi của thời hiện đại, Jaggi Vasudev, định nghĩa Sādhanā (tu tính) như sau:
Mọi thứ đều có thể là sādhanā. Cách bạn ăn, cách bạn ngồi, cách bạn đứng, cách bạn thở, cách bạn hướng dẫn cơ thể và tâm trí bạn và nguồn năng lượng và cảm xúc của bạn – điều này là sādhanā. Sādhanā không phải là một hành động đặc biệt nào đó, sādhanā nghĩa là bạn dùng mọi thứ như phương tiện cho hạnh phúc của mình.

Nhà sử học N. Bhattacharyya đưa ra định nghĩa cơ bản về lợi ích của sādhanā như sau:
Sādhanā về mặt tôn giáo, điều vừa ngăn cản một sự thái quá của vật chất vừa tác động lên tâm trí và bản chất(bhāva) trong hình thức phát triển tri thức về sự buông bỏ và không vướng mắc. Sādhanā là một phương tiện nhờ đó người nô lệ trở nên giải thoát.

B. K. S. Iyengar trong bản dịch tiếng Anh và bình luận lên tác phẩm Yoga Sutras of Patanjali, định nghĩa sādhanā trong mối quan hệ với abhyāsa và kriyā: 
Sādhanā là một hình thức rèn luyện được thực hiện trong việc theo đuổi một mục tiêu. Abhyāsa là việc thực hiện lặp lại được thực hiện bằng cách quan sát và tư lự. Kriyā, hay hành động, cũng ám chỉ việc hành động một cách tốt nhất việc nghiên cứu và suy xét. Vì vậy, sādhanā, abhyāsa, và kriyā đều có cùng nghĩa và cùng là một thứ. Một sādhaka, hay hành giả, là người áp dụng điêu luyện… tâm trí và trí tuệ trong việc thực hành hướng tới một mục tiêu tâm linh.

## Hành trình
Thuật ngữ sādhanā nghĩa là "việc rèn luyện có hệ thống để đạt được kiến thức hay mục tiêu mong muốn." Sadhana cũng được thực hiện để đạt được sự lìa bỏ những thứ bên ngoài điều có thể là một mục tiêu, một người tuân theo việc thực tập này được gọi trong tiếng Sanskrit là một sādhu (phụ nữ là sādhvi), sādhaka (phụ nữ là sādhakā) hoặc yogi (pawo Tây Tạng; yogini nữ hoặc dakini, Khandroma Tây Tạng). Mục tiêu của sādhanā là đạt được một số mức độ nhận thức tâm linh, có thể là giác ngộ, tình yêu thuần khiết của Thượng đế (prema), giải thoát (moksha) khỏi vòng sinh tử (saṃsāra), hoặc một mục tiêu cụ thể như là những phước lành của  thần linh như trong các truyền thống Bhakti.
Sādhanā có thể liên quan đến thiền định, tụng chú đôi khi với sự trợ giúp của chuỗi hạt cầu nguyện, lễ puja cho một vị thần, yajña, và trong một số trường hợp hiếm hoi là hành xác bằng xác thịt hoặc thực hành mật tông như thực hiện sādhanā cụ thể  trong khu hỏa táng người chết. Theo truyền thống trong một số truyền thống Ấn Độ giáo và Phật giáo, để bắt đầu một con đường cụ thể của sādhanā, một guru (đạo sư) có thể được yêu cầu đưa ra những chỉ dẫn cần thiết. Cách tiếp cận này được tiêu biểu bởi một số truyền thống Mật thừa, trong đó sự điểm đạo của một guru đôi khi được xác định là một giai đoạn cụ thể của sādhanā. Mặt khác, cá nhân thoat lý thế tục có thể phát triển thực hành tâm linh của riêng họ mà không cần tham gia vào các nhóm có tổ chức.

## Sādhanamật thừa
Các nghi lễ Mật thừa được gọi là " sādhanā ". Một số sādhanā-s thường được biết đến là:
- śāva sādhanā(sādhanā được thực hiện khi ngồi quan sát một xác chết
- śmaśāna sādhanā(sādhanā được thực hiện khi quan sát trong khu vực hỏa thiêu người chết)
- pañca-muṇḍa sādhanā(sādhanā được làm khi chỗ ngồi có 5 chiếc đầu lâu

## Phật giáo

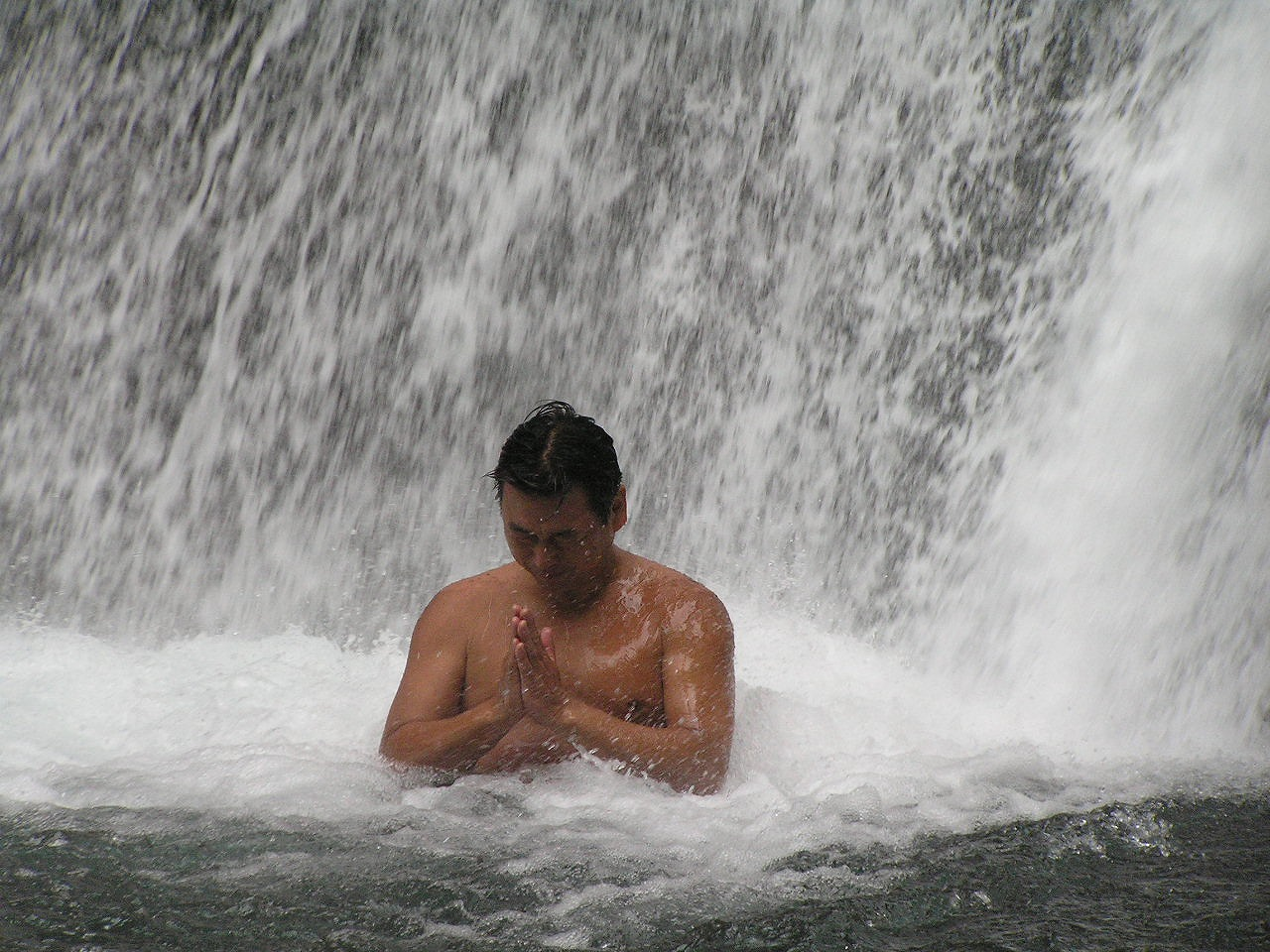
Phật tử rèn luyện sādhanā (Nhật Bản)

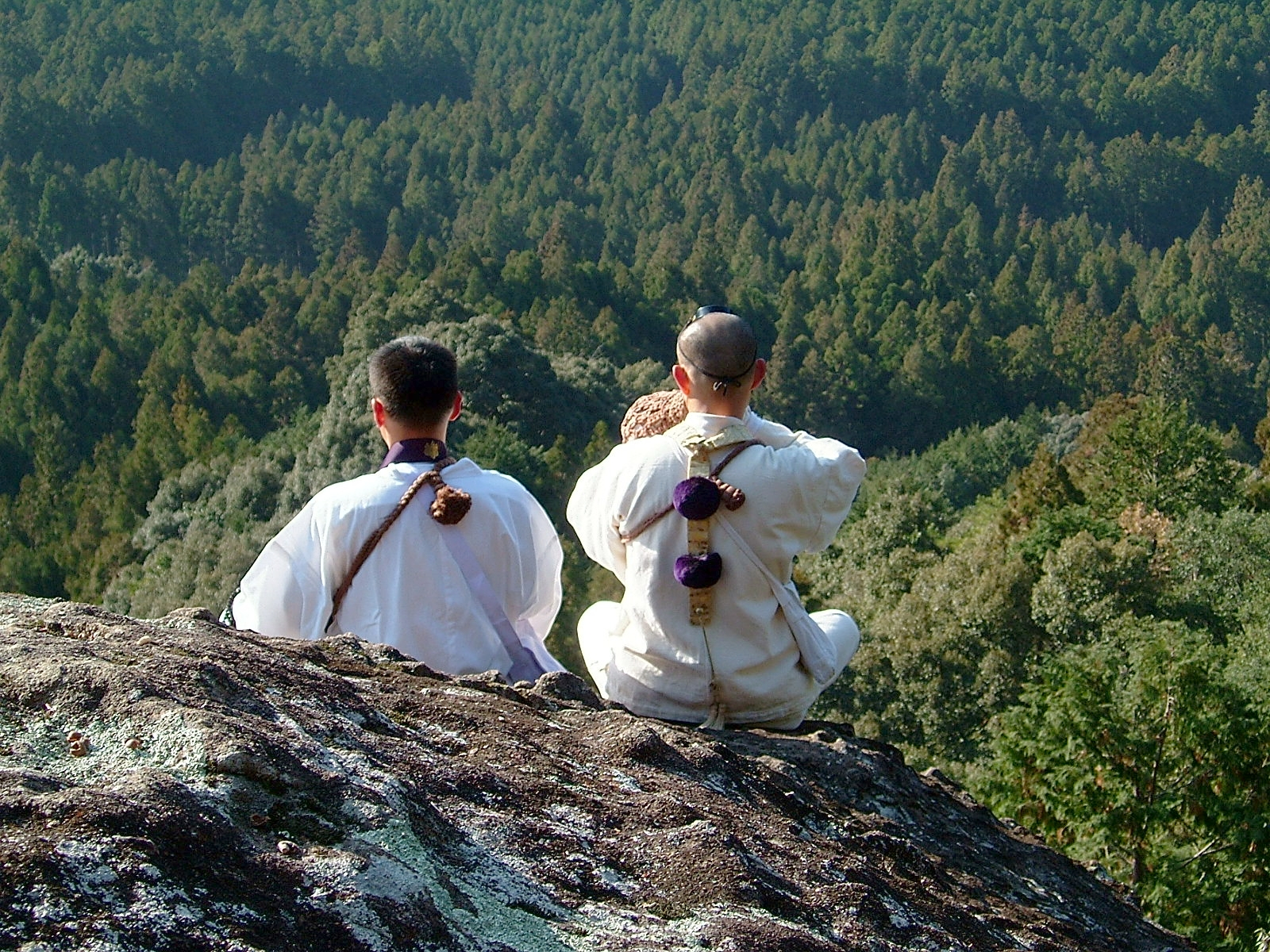
Shugendō sādhanā (Nhật Bản)

Trong Phật giáo Kim cương thừa và truyền thống Nalanda, có mười lăm sādhanā mật tông chính:
1. Śūraṅgama/Sitātapatrā
2. Nīlakaṇṭha
3. Tārā
4. Mahākāla
5. Hayagrīva
6. Amitābha
7. Phật Dược Sư/Akṣobhya
8. Guhyasamāja
9. Vajrayoginī/Vajravārāhī
10. Heruka/Cakrasaṃvara
11. Yamāntaka
12. Kālacakra
13. Hevajra
14. Chöd
15. Vajrapāṇi
16. Avalokiteśvara

Không nằm trong danh sách này nhưng là một sādhanā trung tâm trong Kim Cương thừa là Vajrasattva. Tất cả những thứ này đều có ở dạng tiếng Tây Tạng, nhiều bản có sẵn bằng tiếng Trung Quốc và một số vẫn còn tồn tại trong các bản viết tay tiếng Phạn cổ. Kværne (1975: tr. 164) trong cuộc thảo luận mở rộng của mình về sahajā, vì vậy giải quyết mối quan hệ của sādhanā với mandala: Những lễ nghi bề ngoài và sādhanā bên trong hình thành  một tổng thể không thể phân biệt, và sự hợp nhất này tìm thấy sự nhấn mạnh tràn đầy nhất của nó trong hình thức của họa tiết mandala, những vòng khép kín linh thiêng chứa những hình vuông đồng tâm và những vòng tròn được vẽ trên nền và đại diện cho mức độ mạnh mẽ mà tại đó hành giả khao khát thánh quả Phật mong ước thiết lập cho bản thân anh ta. Tính chất mở của nghi lễ tantric phụ thuộc vào mandala; và nơi họa tiết mandala không được sử dụng, quá trình lão luyện tiếp tục hình thành việc phát triển tâm trí bằng cách thiền định.